# Berthold Maack
Berthold Maack (* 24. März 1898 in Altona (Elbe); † 26. September 1981 in Meran, Italien) war ein deutscher Politiker (NSDAP) und Offizier, zuletzt SS-Brigadeführer und Generalmajor der Waffen-SS.

## Leben
Maack meldete sich 1915 als Kriegsfreiwilliger zur Teilnahme am Ersten Weltkrieg. 1917 wurde er zum Leutnant der Reserve im 1. Garde-Reserve-Regiment ernannt. Von 1919 bis 1920 gehörte er einem Freikorps an. Anschließend erlernte er einen kaufmännischen Beruf.
Zum 1. Oktober 1930 trat Maack in die NSDAP ein (Mitgliedsnummer 314.088). Außerdem wurde er Mitglied der Sturmabteilung (SA), des paramilitärischen Straßenkampfverbandes der Partei. 1931 wechselte er in die Polizeitruppe der Partei die Schutzstaffel (SS) (SS-Nummer 15.690). In dieser wurde er 1931 zum SS-Sturmführer und zum 5. Oktober 1932 in den Rang eines SS-Standartenführers befördert.
Wenige Wochen nach der Machtergreifung der Nationalsozialisten erhielt Maack im April 1933 ein Mandat als Abgeordneter für den Braunschweigischen Landtag, dem er bis zur Auflösung dieser Körperschaft im Herbst 1933 angehörte.
1933 wurde Maack Stabsführer des von Udo von Woyrsch geführten SS-Oberabschnitts Südost (Schlesien). Diesen Posten, in dem er am 9. November 1933 zum SS-Oberführer befördert wurde, hatte er bis 1934 inne. Während dieser Zeit war er unter anderem an der Organisation der im Zuge der als „Röhm-Putsch“ bekannt gewordenen politischen Säuberungsaktion der NS-Regierung vom Frühsommer 1934 durchgeführten Verhaftungs- und Exekutionsmaßnahmen beteiligt. Insbesondere beauftragte er am 1. Juli 1934 seinen Mitarbeiter Exner auf Veranlassung Woyrschs damit den verhafteten Reichstagsabgeordneten und ehemaligen SS-Angehörigen Emil Sembach zu erschießen. Exner entledigte sich dieser Aufgabe, indem er den in Oels internierten Sembach zu einer Autofahrt ins Riesengebirge mit nahm, unterwegs erschoss und die verschnürte und mit Steinen beschwerte Leiche in einen Stausee bei Boberröhrdorf warf.
Vom 22. Oktober bis 4. Dezember 1934 tat Maack Dienst im Konzentrationslager Dachau. Anschließend führte er die 39. SS-Standarte. Am 13. September 1936 stieg er zum SS-Brigadeführer in die Allgemeine SS auf. Im Jahre 1940 gelang es Maack, in die Waffen-SS übernommen zu werden, allerdings mit dem Rang eines Obersturmführers der Reserve. Seine erste Verwendung fand er in der SS-Standarte „Germania“. Am 20. April 1940 wurde er zum Hauptsturmführer der Reserve, dann am 1. Dezember zum Sturmbannführer d. R. ernannt. Ab dem 9. November 1941 war er als Obersturmbannführer d. R. in der SS-Division „Wiking“ als Kommandeur der Panzerjäger-Abteilung tätig. Nach dem 20. April 1943, war er als Standartenführer in der SS-Gebirgsdivision „Nord“ zu finden. Vom 8. September bis zum 7. Oktober 1944 besuchte Oberführer Maack den Divisionsführer-Lehrgang. Am 29. Januar 1945 übernahm Maack die Führung der 26. Waffen-Grenadier-Division der SS (ung. Nr. 2) und im März kommandierte er die 20. Waffen-Grenadier-Division der SS (estnische Nr. 1).
Kurz vor seinem Tod veröffentlichte er 1980 im Graebert Verlag das Werk Preussen. Jedem Das Seine.

## Schriften
- Preussen. Jedem das Seine, Tübingen, Grabert, 1980. ISBN 978-3-87847-048-9.